# Криви Вир
Криви Вир је насеље у Србији у општини Бољевац у Зајечарском округу. Према попису из 2022. било је 215 становника (према попису из 1991. било је 802 становника).
Криви Вир је место где је избила Тимочка буна, традиционални сточарски крај, где је настао посебан сој овце -- кривовирска жуја
Овде се налазе Манастир Лозица и Извор Пећура.

## Демографија
У насељу Криви Вир живи 514 пунолетних становника, а просечна старост становништва износи 60,2 година (57,7 код мушкараца и 62,4 код жена). У насељу има 242 домаћинства, а просечан број чланова по домаћинству је 2,27.
Ово насеље је великим делом насељено Србима (према попису из 2002. године).

## Историја
До 1804, Криви Вир је, као и читава Тимочка крајина (позната у оно време под именом Црна Река), припадао Видинском пашалуку. Почетком године 1807, по заузимању Београда, у Криви Вир је из устаничке Србије стигао хајдук Вељко са неколико стотина бећара, и начинивши у селу шанац као своје главно упориште, побунио је читаву Крајину. По пропасти устанка 1813. Црна Река била је потчињена турском муселиму у Зајечару. Криви Вир је припојен Кнежевини Србији 1833, приликом припајања 6 нахија за владе кнеза Милоша Обреновића, и постао је део Бољевачког среза Црноречког (Зајечарског) округа. Године 1870. село је имало 361 пореску главу (тј. пунолетних сељака који плаћају порез) и отприлике 4 пута више становника (око 1.400).
|  |

| Демографија | Демографија | Демографија |
| Година      | Становника  | Становника  |
| ----------- | ----------- | ----------- |
| 1948.       | 2.242       |             |
| 1953.       | 2.203       |             |
| 1961.       | 1.973       |             |
| 1971.       | 1.537       |             |
| 1981.       | 1.153       |             |
| 1991.       | 802         | 798         |
| 2002.       | 549         | 558         |
| 2011.       | 330         |             |

| Етнички састав према попису из 2002.‍ | Етнички састав према попису из 2002.‍ | Етнички састав према попису из 2002.‍ | Етнички састав према попису из 2002.‍ | Етнички састав према попису из 2002.‍ |
| ------------------------------------ | ------------------------------------ | ------------------------------------ | ------------------------------------ | ------------------------------------ |
|                                      |                                      |                                      |                                      |                                      |
| Срби                                 | Срби                                 |                                      | 538                                  | 97,99%                               |
| Муслимани                            | Муслимани                            |                                      | 4                                    | 0,72%                                |
| Власи                                | Власи                                |                                      | 4                                    | 0,72%                                |
| Словенци                             | Словенци                             |                                      | 2                                    | 0,36%                                |
| непознато                            | непознато                            |                                      | 0                                    | 0,0%                                 |

| Година пописа     | 1948. | 1953. | 1961. | 1971. | 1981. | 1991. | 2002. |
| ----------------- | ----- | ----- | ----- | ----- | ----- | ----- | ----- |
| Број домаћинстава | 496   | 485   | 454   | 412   | 367   | 303   | 242   |

| Број чланова      | 1  | 2  | 3  | 4  | 5 | 6 | 7 | 8 | 9 | 10 и више | Просек |
| ----------------- | -- | -- | -- | -- | - | - | - | - | - | --------- | ------ |
| Број домаћинстава | 77 | 92 | 30 | 26 | 9 | 7 | 1 | 0 | 0 | 0         | 2,27   |

| Пол    | Укупно | Неожењен/Неудата | Ожењен/Удата | Удовац/Удовица | Разведен/Разведена | Непознато |
| ------ | ------ | ---------------- | ------------ | -------------- | ------------------ | --------- |
| Мушки  | 249    | 42               | 173          | 26             | 8                  | 0         |
| Женски | 275    | 16               | 167          | 88             | 4                  | 0         |
| УКУПНО | 524    | 58               | 340          | 114            | 12                 | 0         |

| Пол    | Укупно                    | Пољопривреда, лов и шумарство | Рибарство                            | Вађење руде и камена | Прерађивачка индустрија       |
| ------ | ------------------------- | ----------------------------- | ------------------------------------ | -------------------- | ----------------------------- |
| Мушки  | 130                       | 103                           | 0                                    | 1                    | 14                            |
| Женски | 95                        | 79                            | 0                                    | 0                    | 4                             |
| УКУПНО | 225                       | 182                           | 0                                    | 1                    | 18                            |
| Пол    | Производња и снабдевање   | Грађевинарство                | Трговина                             | Хотели и ресторани   | Саобраћај, складиштење и везе |
| Мушки  | 0                         | 0                             | 4                                    | 1                    | 1                             |
| Женски | 0                         | 0                             | 5                                    | 2                    | 0                             |
| УКУПНО | 0                         | 0                             | 9                                    | 3                    | 1                             |
| Пол    | Финансијско посредовање   | Некретнине                    | Државна управа и одбрана             | Образовање           | Здравствени и социјални рад   |
| Мушки  | 0                         | 2                             | 1                                    | 0                    | 1                             |
| Женски | 0                         | 0                             | 0                                    | 2                    | 1                             |
| УКУПНО | 0                         | 2                             | 1                                    | 2                    | 2                             |
| Пол    | Остале услужне активности | Приватна домаћинства          | Екстериторијалне организације и тела | Непознато            | Непознато                     |
| Мушки  | 0                         | 0                             | 0                                    | 2                    | 2                             |
| Женски | 0                         | 0                             | 0                                    | 2                    | 2                             |
| УКУПНО | 0                         | 0                             | 0                                    | 4                    | 4                             |

## Галерија Извор Пећура, Извор Црног Тимока у селу Криви Вир
- Извориште Црног Тимока
- Излетиште поред извора Црног Тимока
- Мала Клисура поред изворишта Пећура
- Извор црног Тимока у селу Криви Вир
- Недалеко од извора Црног Тимока